# Ibanda
Cet article concerne Bukavu. Pour la ville d'Ouganda, voir Ibanda (Ouganda). Pour le district d'Ouganda, voir Ibanda (district).
Ibanda est une commune de la ville de Bukavu, en République démocratique du Congo. Elle correspond au centre-ville. Elle est limitée au nord par le lac Kivu et à l'est par le Rwanda.

## Personnalités
Parmi les personnalités influentes de cette commune, Mme Marie Chimonge a été la première femme au poste de bourgmestre après l'indépendance en 1960. Mme Marie Chimonge a terminé ses études en Belgique. Elle a créé une ONG, Femmes Solidaires pour le Développement du Bushi (FESODEBU) visant à lutter contre l'analphabétisme de la femme villageoise. Actuellement Mme Marie Chimonge préside une autre association, CENADEC fondée avec l'assistance du professeur Wiktor Prandota, polonais d'origine mais africain de choix.[réf. souhaitée]